# 허사겸선생묘
허사겸선생묘는 대한민국 전라남도 완도군 신지면 월부리에 있는 무덤이다. 2005년 1월 4일 완도군의 향토문화유산 제9호로 지정되었다.